# Kybartai
Kybartai je město v Litvě, ležící 180 km na západ od Vilniusu. Je součástí okresu Vilkaviškis v Marijampolském kraji. Leží na hranici s Kaliningradskou oblastí a od ruského města Černyševskoje je odděluje pouze řeka Liepona. V Kybartai žije přibližně 4 000 obyvatel, z toho 94 % tvoří Litevci.
Založení Kybartai iniciovala královna Bona Sforzová a první písemná zmínka o něm pochází z roku 1561. V době, kdy patřilo k polskému státu, neslo název Kibarty. Městská práva získalo v roce 1856. Hospodářský rozvoj města začal po jeho připojení na železniční trať z Petrohradu do Varšavy v roce 1861. Žila zde početná židovská komunita, která byla vyvražděna po německém vpádu v roce 1941.
Po druhé světové válce byla založena pobočka kaunaské porcelánky Jiesia. V okolí města se těží ropa. Kybartai má gymnázium, které nese jméno Kristijonase Donelaitise. Nachází se zde katolický kostel Spasitele, pravoslavný chrám Alexandra Něvského a pomník knygnešiaĩ, kteří v době ruské nadvlády pašovali do země knihy psané v litevštině. Pod nádražím bylo objeveno rozsáhlé sklepení, které patřilo místní celnici.
Narodil se zde malíř Isaak Iljič Levitan. V městském parku byla odhalena jeho busta, kterou vytvořil Bronius Vyšniauskas.
Místní fotbalový klub FK Sveikata Kybartai byl založen v roce 1919 a je nejstarším litevským fotbalovým týmem.

## Sport
- FK Sveikata fotbalový klub;